# Чирков, Сергей Александрович (легкоатлет)
Серге́й Алекса́ндрович Чирко́в (род. 4 сентября 1954) — советский легкоатлет, специалист по бегу на средние дистанции. Выступал на всесоюзном уровне в конце 1970-х — начале 1980-х годов, двукратный серебряный призёр чемпионатов СССР, победитель первенств всесоюзного значения, участник международных стартов в составе советской сборной. Представлял Ленинград и Вооружённые силы.

## Биография
Сергей Чирков родился 4 сентября 1954 года. Занимался лёгкой атлетикой в Ленинграде, выступал за Советскую Армию.
Первого серьёзного успеха на всесоюзном уровне добился в сезоне 1977 года, когда на чемпионате СССР в Москве установил свой личный рекорд в беге на 800 метров (1:47.20) и завоевал серебряную награду в данной дисциплине, уступив в финале только ростовчанину Владимиру Пономарёву.
В 1978 году на чемпионате СССР в Тбилиси занял четвёртое место в индивидуальном беге на 800 метров и вместе с партнёрами по ленинградской команде стал серебряным призёром в зачёте эстафеты 4 × 800 метров.
В 1979 году в беге на 1500 метров выиграл серебряные медали на соревнованиях в Сочи и Потсдаме, во втором случае установил личный рекорд — 3:37.4.
В 1982 году принимал участие в чемпионате СССР в Киеве, в дисциплине 1500 метров с результатом 3:38.20 пришёл к финишу четвёртым.